# Werken (Kortemark)

Werken é uma vila e deelgemeente belga pertencente ao município de Kortemark, província de Flandres Ocidental. Foi município autónomo até 1971, altura em se fundiu com o município de Zarren. Em 1977, fundiu-se com o município de Kortemark. Em 1999, tinha 1.058 habitantes numa superfície de 9,65 km². Possui uma igreja em estilo gótico de São Martinho e em seu redor existe um moinho datado do  século XVIII (1773).

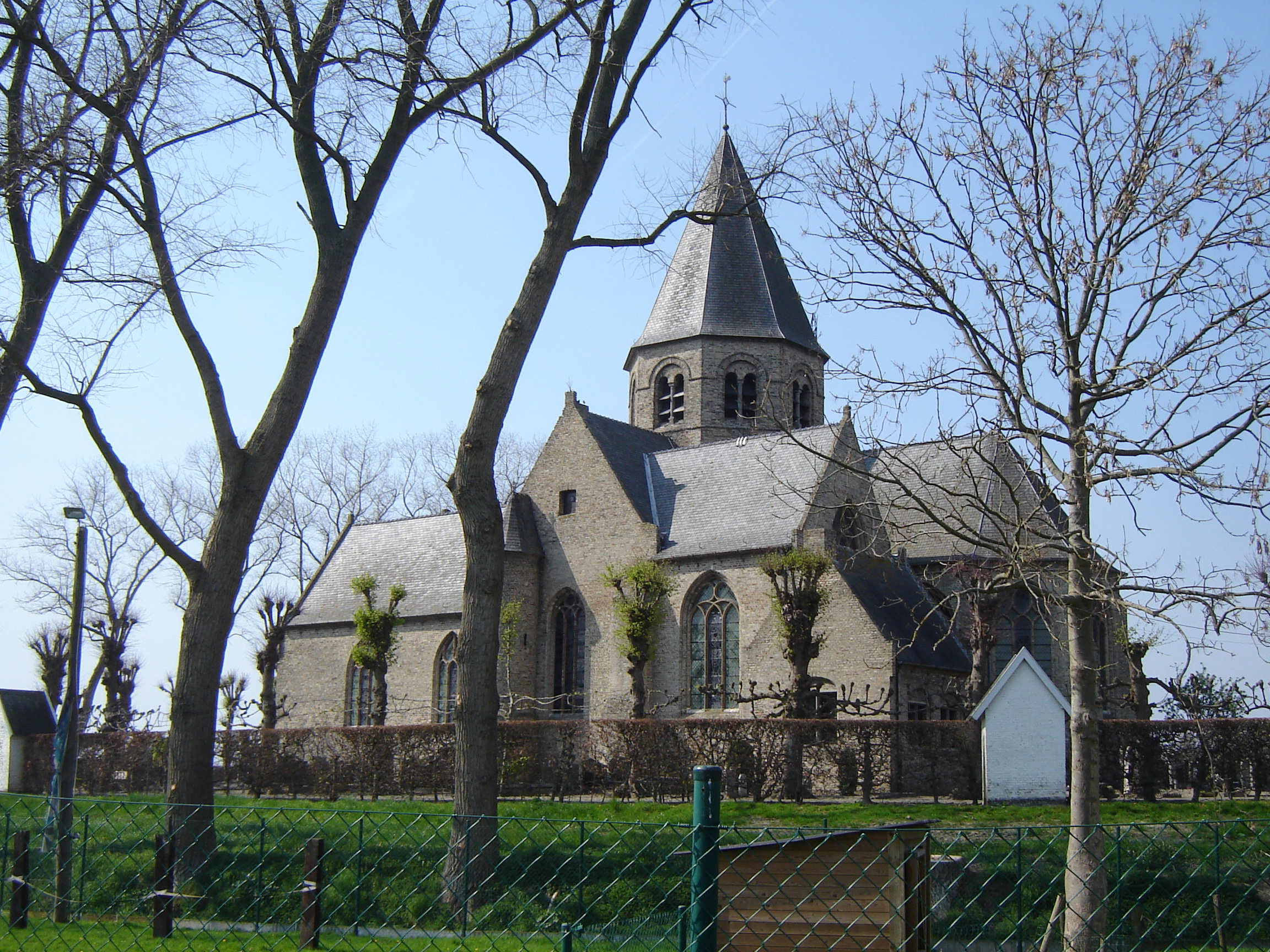
Igreja gótica de São Martinho, em Werken
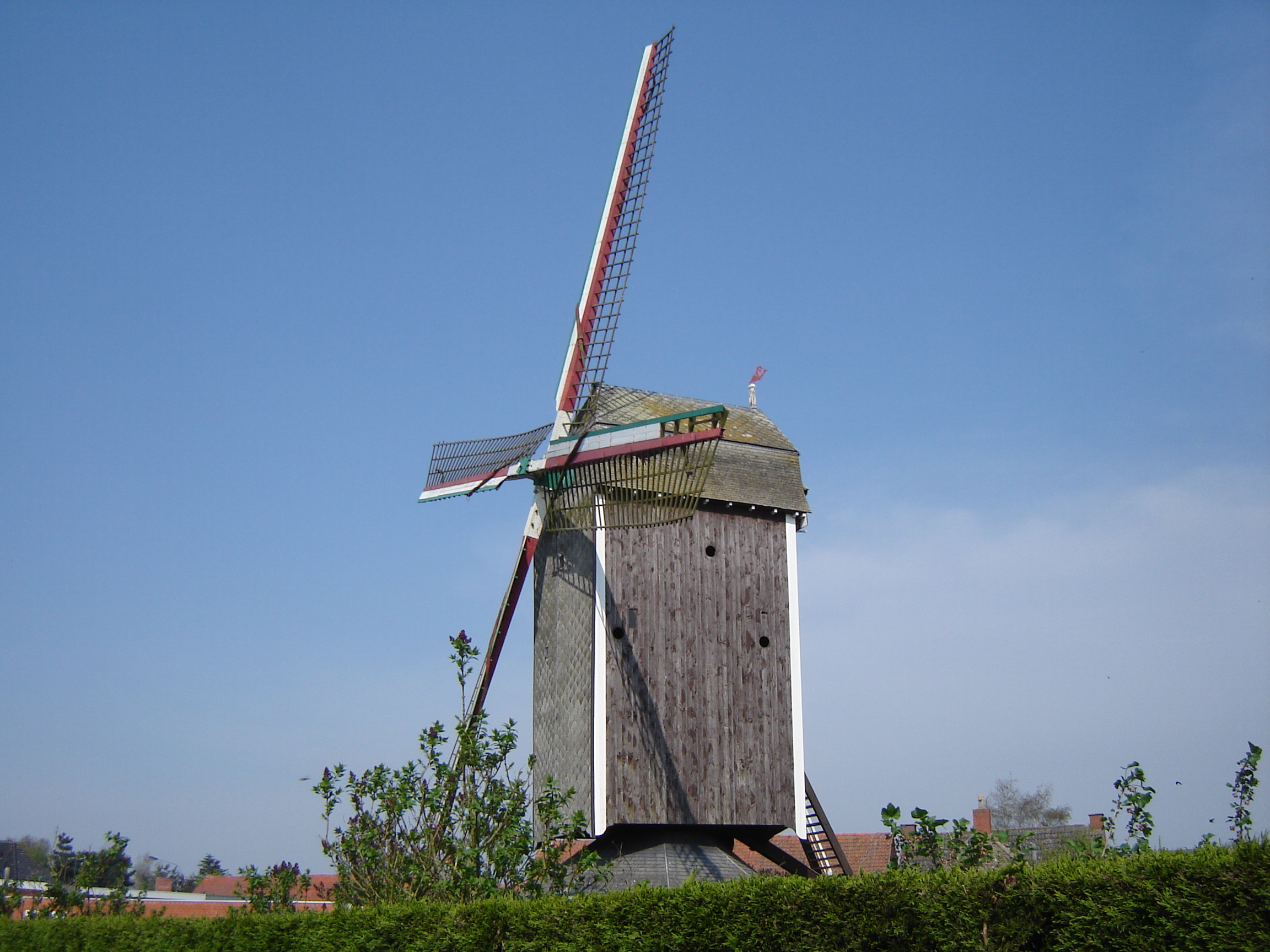
Moinho